# Torre del Pedró
Torre del Pedró és una torre de sentinella del municipi de l'Escala declarada bé cultural d'interès nacional. Des de la torre es pot veure les masies fortificades de Mas Vilanera i les Corts on es feien senyals visuals per avisar de l'arribada dels pirates.

## Descripció
Situada a l'extrem nord-oest del nucli antic de la vila de l'Escala, al cim del puig del Pedró, amb una bona perspectiva del nucli antic, la platja de La Creu, les platges d'Empúries i el golf de Roses.
Torre de planta circular i forma lleugerament troncocònica, amb una alçada conservada d'uns 4metres aproximadament. Presenta una porta d'accés rectangular a la planta baixa, amb els brancals bastits amb carreus ben desbastats i la llinda plana amb un relleu central, tot i que restituïda. Al pis es conserven les restes de dues finestres, que també estaven emmarcades amb carreus desbastats de pedra. A l'interior, la planta baixa és coberta amb volta de mig punt, bastida amb pedra sense treballar i abundant morter de calç. Hi ha una gran llar de foc de pedra al mig de l'estança i, al seu costat, una fornícula al mur. El paviment, restituït, és de cairons ceràmics. Al costat de la porta d'accés hi ha unes estretes escales de pedra que condueixen a la primera planta.
L'aparell exterior és de carreus de pedra ben escairats, lligats amb morter de calç i disposats en filades regulars.

## Història
Torre documentada des del 1543. Probablement bastida pels comtes d'Empúries per defensar la navegació i el transport de cereals fins al molí vell de Sant Vicenç. Apareix representada en un plànol de l'any 1564 de la badia de Roses. Fou rehabilitada en el segle xviii (1768-86) durant el mandat del batlle Josep Maranges i Marimon (hom pot veure a la llinda monolítica de l'entrada l'escut de la família). Durant un temps fou usada de refugi de pobres. Actualment es troba en terrenys particulars i és visitable.